# Therezinha Zerbini
Therezinha de Jesus Zerbini (São Paulo, 12 de diciembre de 1928 – ibíd., 14 de marzo de 2015) fue una abogada brasileña, líder feminista y fundadora del Movimiento Femenino por la Amnistía.

## Trayectoria
Fue una personalidad que marcó la historia contemporânea brasileña, Therezinha Zerbini fundó el Movimiento Femenino por la Amnistía para denunciar que había presos, torturados, y perseguidos políticos en el Brasil, hechos negados sistemáticamente por la dictadura militar brasileña. Fue con motivo del arriesgado acto de entregar una carta en manos de Ted Kennedy, irrumpiendo totalmente en el esquema de seguridad que lo cercaba, haciendo a la entonces mujer casada, responsable de uno de los dos momentos revolucionarios del período militar. En ese y en otros actos de heroísmo patriota y bravura, Therezinha Zerbini convocaba a las brasileñas, mujeres y madres como ella, a luchar por anmistiar a los presos y exiliados políticos. A partir de entonces se fueron formando "Comitês Femeninos por la Amnistía" en las principales ciudades del país.
Fue presa política, y ocupó la misma celda, del Presidio Tiradentes, con la entonces guerrillera Dilma Roussef. A pesar de sus claras posiciones de lucha contra la Dictadura, un hecho contradictorio fue la firma del Manifiesto por la Defensa de la Democracia Nº 5 en apoyo a la candidatura del derechista José Serra; y en reacción con las prácticas políticas del Gobierno de Lula coordinado por personalidades, intelectuales y políticos.
Estuvo al lado de Leonel de Moura Brizola y fue refundadora del Partido Laborista Brasileño (PTB) en São Paulo,  y después creó el Partido Democrático Laborista (PDT), cuando Brizola perdió la sigla por Ivete Vargas.
El movimiento por la amnistía ganó mucho en presencia, cuando, en febrero de 1978, se realizó el lanzamiento del Comité Brasileño por la Amnistía (CBA) en Río de Janeiro, formado por abogados de presos políticos que demandaban una amplia amnistía, de tipo general e irrestricta, reunidos en la convocatoria a través de la corporación Orden de Abogados del Brasil.

## Honores
- Premio Berta Lutz[7]